# Verlag C. H. Beck
Der Verlag C. H. Beck (Eigenschreibweise Verlag C.H.Beck) ist ein deutscher Verlag mit Sitz in München.

## Organisation
Der Verlag zählt mit Stand 2019 mit rund 9.000 lieferbaren Werken, etwa 85 Fachzeitschriften und einer jährlichen Produktion von bis zu 1500 Publikationen zu den großen deutschen Buch- und Zeitschriftenverlagen. Mit Beck-Online bietet der Verlag eine Online-Datenbank für juristische Fachinformationen an.
In München sind über 700 Mitarbeiter beschäftigt, eine Niederlassung mit den Redaktionen zahlreicher juristischen Zeitschriften befindet sich in Frankfurt am Main. Die Druckerei C. H. Beck, die auch für andere Verlage tätig ist, befindet sich in Nördlingen. Zusätzlich verfügt das Unternehmen über eine eigene Auslieferung.
Geleitet wurde bzw. wird das Unternehmen in der sechsten bzw. siebten Generation bis zu seinem Tod am 3. Januar 2025 von Hans Dieter Beck in den Bereichen Recht, Steuern und Wirtschaft sowie – in der Nachfolge seines Vaters Wolfgang Beck – von Jonathan Beck in den Bereichen Literatur, Sachbuch und Wissenschaft.

## Geschichte
Carl Gottlob Beck gründete den Verlag am 9. September 1763 und erweiterte seine Druckerei in Nördlingen um eine Buchhandlung. Beck gab u. a. Nördlingens erste Zeitung heraus und verlegte Kompendien zu Medizin und Naturkunde, Ökonomie und Pädagogik sowie für den Religionsunterricht. Den heutigen Namen trägt der Verlag nach Carl Gottlobs Sohn und Nachfolger Carl Heinrich Beck (1767–1834). Unter Oscar Beck siedelte der Verlag 1889 nach München-Schwabing um, wo sich der Hauptsitz bis heute befindet. Die Druckerei blieb in Nördlingen. Im Laufe des 19. Jahrhunderts profilierte sich der Verlag vor allem im Bereich theologischer Fachliteratur, wurde dann aber zunehmend zu einem Wissenschaftsverlag für die Bereiche Altertums- und Literaturwissenschaften sowie Geschichte und Jura. Daneben hatte er stets ein literarisches Programm. Während des Ersten Weltkriegs erschien Der Wanderer zwischen beiden Welten von Walter Flex, ein sehr erfolgreiches Buch der 1920er und 1930er Jahre, das mit einer Gesamtauflage von einer Million Exemplaren das meistverkaufte Buch des Verlages und eines der meistverkauften deutschsprachigen Werke des 20. Jahrhunderts wurde.
Nach dem Eintritt Bayerns in das Deutsche Reich 1871 wurde C. H. Beck immer mehr zu einem juristischen Fachverlag, der wesentliche Gesetzessammlungen und juristische Fachschriften herausgab, die aber überwiegend auf Bayern bezogen waren. Heinrich Beck übernahm bis zum Tod Oscar Becks im Jahr 1924 schrittweise die Leitung des Verlages. In dieser Zeit erschien das berühmte Weimarer Autorentrio des Verlages: Oswald Spengler, Albert Schweitzer und Egon Friedell.
In der Zeit des Nationalsozialismus profitierte der Verlag von den politischen Entwicklungen. 1933 erwarb der Beck-Verlag im Zuge der Arisierung den juristischen Verlag des Berliner Verlegers Otto Liebmann. „Der Berliner Liebmann-Verlag hatte alles das, was dem Münchener Beck-Verlag fehlte: Zugang zu den Reichsministerien in Berlin, eine juristische Zeitung, die DJZ, und ein diversifiziertes Kommentar-Programm“ sowie einen Verlagssitz in Berlin. Liebmann war wegen seiner „jüdischen“ Herkunft unter Druck geraten und wurde zum Verkauf gedrängt. Zunächst fand sich kein Käufer. Als auch Heinrich Beck zögerte, setzten sich Autoren des Liebmann-Verlags wie Johannes Popitz und Carl Friedrich Goerdeler bei Heinrich Beck für den Ankauf des Verlages ein. Schließlich wurden sich Liebmann und Beck handelseinig. Nach einer Nachkriegsdarstellung des an dem Verkauf beteiligten Liebmannschen Prokuristen Ebel, der auf Liebmanns Wunsch von Heinrich Beck in gleicher Stellung übernommen wurde, sollen die Verhandlungen „in fairer Weise“ und wie unter „Ehrenmännern“ erfolgt sein. In einem Brief an das Finanzamt vom 11. Januar 1934 klagte Liebmann, er sei „gedrängt und genötigt“ worden, den Kaufvertrag abzuschließen, allerdings offenbar nicht von Beck: In einem Schreiben an Ebel aus dem gleichen Jahr äußerte Liebmann: „Sie haben ganz recht, wenn Sie sagen (…), daß Herr Dr. Beck ein Mann der vornehmsten Gesinnung ist und niemals etwas Unrechtes tun oder verlangen wird. Nein, Herr Ebel, gegen Herrn Beck richteten sich meine Bedenken in keiner Richtung (…).“
Mit dem Verlag Liebmann gingen wichtige Publikationen wie die Deutsche Juristen-Zeitung und die Reihe Kurzkommentare auf C. H. Beck über. Einer dieser Kommentare, der BGB-Kommentar, wurde nach Heranziehung des Präsidenten des Reichsjustizprüfungsamts, Otto Palandt, sehr bekannt und auch im Nachkriegsdeutschland weitergeführt. Dies trug zum Aufstieg der C. H. Beck’schen Verlagsbuchhandlung zu einem führenden juristischen Verlag bei. Im Dritten Reich veröffentlichte der Verlag in – aus heutiger Sicht – problematischer Staatsnähe (Willoweit) Textausgaben und Kommentare zur nationalsozialistischen Gesetzgebung: So erschien 1936 ein Kommentar zum Blutschutzgesetz aus der Feder Wilhelm Stuckarts und Hans Globkes. Bis 1936 brachte C. H. Beck aber nach wie vor auch Werke jüdischer Autoren auf den Markt. 1937 trat der Verleger Heinrich Beck in die NSDAP ein, was er später damit begründete, „den angestammten Verlag am Leben zu erhalten“.
Nach dem Krieg erhielt der Verlag von der amerikanischen Besatzungsmacht zunächst keine Lizenz. Das Problem der NS-Verstrickung wurde mit der Gründung eines Tochterverlages umgangen, des Biederstein Verlags. Dieser Verlag erhielt ohne Probleme eine Lizenz der Besatzungsmacht.
1948 errichtete Roderich Fick das heutige Verlagsgebäude in der Schwabinger Wilhelmstraße, da das Verlagsgebäude im Krieg schwer beschädigt worden war. Im Jahr 1949 erhielt C. H. Beck wieder eine Lizenz zu publizieren.
Carl Hoeller wurde Nachfolger des juristischen Lektors Walter Mallmann und prägte bis zu seiner Pensionierung im Jahr 1978 die inhaltliche Entwicklung des juristischen Verlages. Ab November 1949 erschien bei C. H. Beck die Neue Juristische Wochenschrift (NJW), die sich zum zentralen juristischen Publikationsorgan entwickelte. 1948/49 kamen die „Juristischen Kurz-Lehrbücher“ auf den Markt, die mittlerweile Werke zum Prüfungsstoff des ersten und des zweiten juristischen Staatsexamens umfassen. 1958 erschien die erste Grundlieferung des mit Stand 2021 fünfbändigen Loseblattkommentars zum Grundgesetz, herausgegeben von Theodor Maunz und Günter Dürig. 1962 erweiterte der Verlag seine juristischen Fachzeitschriften um die Zeitschrift „Deutsches Steuerrecht“ (DStR).
Im Jahr 2013 feierte der Verlag C. H. Beck sein 250-jähriges Bestehen. Anlässlich dieses Jubiläums erschienen im Verlag Dokumentationen der Autoren Stefan Rebenich und Uwe Wesel. In einem Festakt am 7. September 2013 im Prinzregententheater in München erinnerten die Verleger Hans Dieter Beck und Wolfgang Beck vor 800 Gästen und Medienvertretern an die zurückliegenden Jahrhunderte und zeigten einen Ausblick in die Zukunft des Verlages.
Ebenfalls 2013 druckte C. H. Beck das katholische Gebet- und Gesangbuch Gotteslob in einer Erstauflage von 3,6 Millionen Exemplaren.
Der Verlag befindet sich weiterhin im Eigentum der Familie Beck.

## Verlagsgruppe

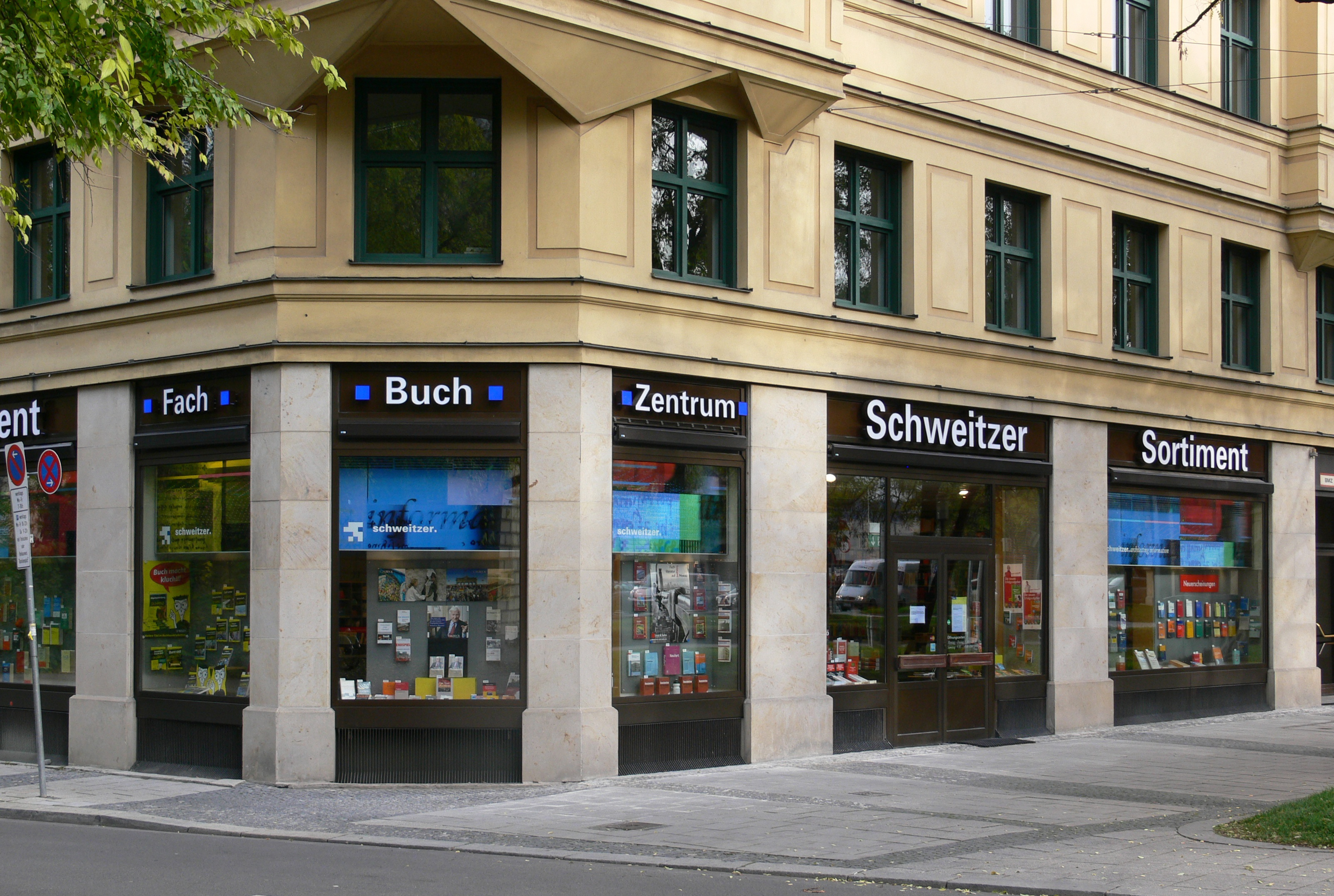
Buchhandlung „Schweitzer Sortiment“ am Lenbachplatz in München

C. H. Beck ist Gesellschafter des Deutschen Taschenbuch Verlages, mit dem er zusätzlich bei den Gesetzestextbänden Beck-Texte im dtv und den populären Ratgebern Beck-Rechtsberater im dtv, aber auch mit der Reihe Beck-Wirtschaftsberater im dtv kooperiert.
Zur Verlagsgruppe gehören mit Stand 2021:
- Verlag C. H. Beck oHG (München)
- Verlag Franz Vahlen GmbH (München)
- Nomos Verlagsgesellschaft mbH & Co. KG (Baden-Baden)
- Biederstein Verlag GmbH (München)
- Kommunal- und Schul-Verlag GmbH & Co. KG (Wiesbaden)
- Gemeinde- und Schulverlag Bavaria GmbH (München)
- id Verlags GmbH (Mannheim)[14]
- Druckerei C.H.Beck (Nördlingen)
- Druckhaus Nomos (Sinzheim)
- Nördlinger Verlagsauslieferung GmbH & Co. (Nördlingen)
- Schweitzer Fachinformationen (deutschlandweite Fachmedienhandelsgruppe)
- Buchhandlung Lehmkuhl oHG (München)
- AWA Außenwirtschafts-Akademie GmbH, Münster[15]
- MWV Münchner Seminare für Wirtschafts- und Versicherungsrecht GmbH (Gröbenzell)[16]
- AWS Arbeitskreis für Wirtschafts- und Steuerrecht oHG (Oberursel)
- Helbing & Lichtenhahn Verlag AG & Co. KG (Basel)
- Wydawnictwo C.H.Beck Sp. z o.o. (Warschau)
- Nakladatelstvi C.H.Beck s.r.o. (Bratislava)
- Nakladatelství C.H.Beck s.r.o. (Prag)
- Editura C.H.Beck s.r.l. (Bukarest)
- Dike Verlag AG (Zürich)
- Verlag Karl Alber (Baden-Baden)[17]
- Versus Verlag (Zürich)[18]
- Unionsverlag (Zürich)[19]

## Verlagsprogramme
Das Programm für Rechtswissenschaft sowie das kulturgeschichtliche und literarische Programm richten sich jeweils an unterschiedliche Zielgruppen. Unter der gemeinsamen Marke C. H. Beck werden die Publikationen der beiden Programme eigenständig geführt: Lektorat, Herstellung, Marketing und Vertrieb sind zweimal vorhanden, und sie arbeiten nahezu wie eigenständige Verlage. Auch auf Buchmessen treten die beiden Bereiche getrennt auf.

### C. H. Beck: Recht, Steuern, Wirtschaft
Die bevorzugte Stellung auf dem Markt für juristische Fachliteratur verdankt der Verlag unter anderem den Loseblattgesetzessammlungen Habersack (vormals Schönfelder) und Sartorius, die mehrere Jahrzehnte lang als einziges Hilfsmittel in den juristischen Staatsprüfungen zugelassen waren. Der Verlag gibt etwa 85 juristische Zeitschriften wie die Neue Juristische Wochenschrift oder die Juristische Schulung heraus, daneben auch einige wirtschaftswissenschaftliche Fachzeitschriften.
Der Verlag hat mit Stand 2021 etwa 7000 Werke im Programm: darunter juristische Standardliteratur wie die Kommentare Grüneberg (vormals Palandt) zum BGB mit Nebengesetzen, Fischer zum Strafgesetzbuch oder Kopp/Schenke bzw. Kopp/Ramsauer im Verwaltungsrecht, Schmidt zum Einkommensteuergesetz, Schmidt-Futterer zum Mietrecht oder das Rechtswörterbuch Creifelds. Aus dem Programm des Tochterunternehmens Vahlen ist insbesondere der bei Betriebsräten verbreitete Kommentar Fitting zum Betriebsverfassungsgesetz zu nennen.
Mittlerweile pflegt C. H. Beck auf juristischem Gebiet alle denkbaren Publikationsformen, sowohl große mehrbändige Werke für Spezialisten als auch preiswerte Broschuren für ein breites Publikum, fortlaufend aktualisierte Loseblattwerke ebenso wie Lehrbücher und Zeitschriften, Online-Kommentare, E-Books, DVDs und Apps sowie seit dem Jahre 2001 eine umfassende Online-Datenbank unter dem Namen beck-online.

#### Umbenennung von Werken mit belasteten Namen
Im Juli 2021 gab der Verlag bekannt, sich von den alten Namensgebern, die eine ideologische Nähe oder institutionelle Verstrickung in den Nationalsozialismus hatten, zu verabschieden. Dies solle jeweils mit der nächsten Auflage bzw. Ergänzungslieferung erfolgen. Der BGB-Kommentar Palandt werde umbenannt und solle künftig den Nachnamen von Christian Grüneberg tragen, Richter am Bundesgerichtshof und Koordinator der jetzigen Autoren. Auch die Gesetzessammlung Schönfelder wurde inzwischen umbenannt. Sie wird nunmehr von dem Präsidenten des Deutschen Juristentags Mathias Habersack herausgegeben werden und ist seither auch nach diesem Habersack benannt. Der Grundgesetz-Kommentar Maunz/Dürig solle künftig mit Dürig/Herzog/Scholz auf dem Cover erscheinen. Der steuerrechtliche Kommentar vom Tochterunternehmen Verlag Franz Vahlen solle in Zukunft nicht mehr Blümich nach Walter Blümich, sondern nach den Namen der aktuellen Herausgeber Peter Brandis und Bernd Heuermann als Brandis/Heuermann benannt werden.

### C. H. Beck: Literatur, Sachbuch, Wissenschaft
Wolfgang Beck bezeichnete den über 40 Jahre lang von ihm geführten Zweig als „kulturwissenschaftlichen Verlag“, in Medien wird er als „einer humanistischen Tradition verpflichtet“ bezeichnet. Eine Darstellung zum Jubiläum 2013 kam zur Einschätzung: „Mit klassischem Bildungswissen erzielt der Verlag immer noch hohe Auflagen, was keine leichte Aufgabe ist.“ Seit Februar 2015 wird der Bereich von Wolfgang Becks Sohn Jonathan Beck geleitet.
Bedeutende Sachbuch- und Belletristik-Autoren des Verlages sind und waren:
- Jacob Burckhardt
- Pierre Teilhard de Chardin
- Ralf Dahrendorf
- Heimito von Doderer
- Egon Friedell
- Saul Friedländer
- Alfred Grosser
- Jacques Le Goff
- Navid Kermani
- Claus Leggewie
- Hans Maier
- Thomas Nipperdey
- Paul Nolte
- Jan Philipp Reemtsma
- Annemarie Schimmel
- Albert Schweitzer
- Amartya Sen
- Oswald Spengler
- Fritz Stern
- Ernst Tugendhat
- Hans-Ulrich Wehler
- Richard von Weizsäcker
- Uwe Wesel
- Heinrich-August Winkler

#### C. H. Beck Paperback
Die Anfänge der Reihe lassen sich bis in das Jahr 1959 zurückverfolgen, damals noch im schwarzen Leineneinband. Ab 1965 hieß die Paperbackreihe offiziell die „Schwarze Reihe“. Ab dem Jahr 1987 erschien diese Reihe nicht mehr im schwarzen Einband und hieß Beck’sche Reihe. Seit Januar 2014 heißt sie C. H. Beck Paperback. Bis zum heutigen Zeitpunkt sind mehr als 2.000 Bände erschienen, darunter Erstausgaben und auch Taschenbuchausgaben erfolgreicher Hardcover-Titel. Die Reihe enthält einige „Longseller“ – so sind etwa das Ökologiebuch Auf der Suche nach dem verlorenen Glück von Jean Liedloff oder die Bücher des Volkskundlers Rolf Wilhelm Brednich seit Jahrzehnten im Programm. In dieser Reihe erscheinen aber auch wissenschaftliche Werke und aktuelle politische oder gesellschaftliche Diskussionsbeiträge.

#### C. H. Beck Wissen

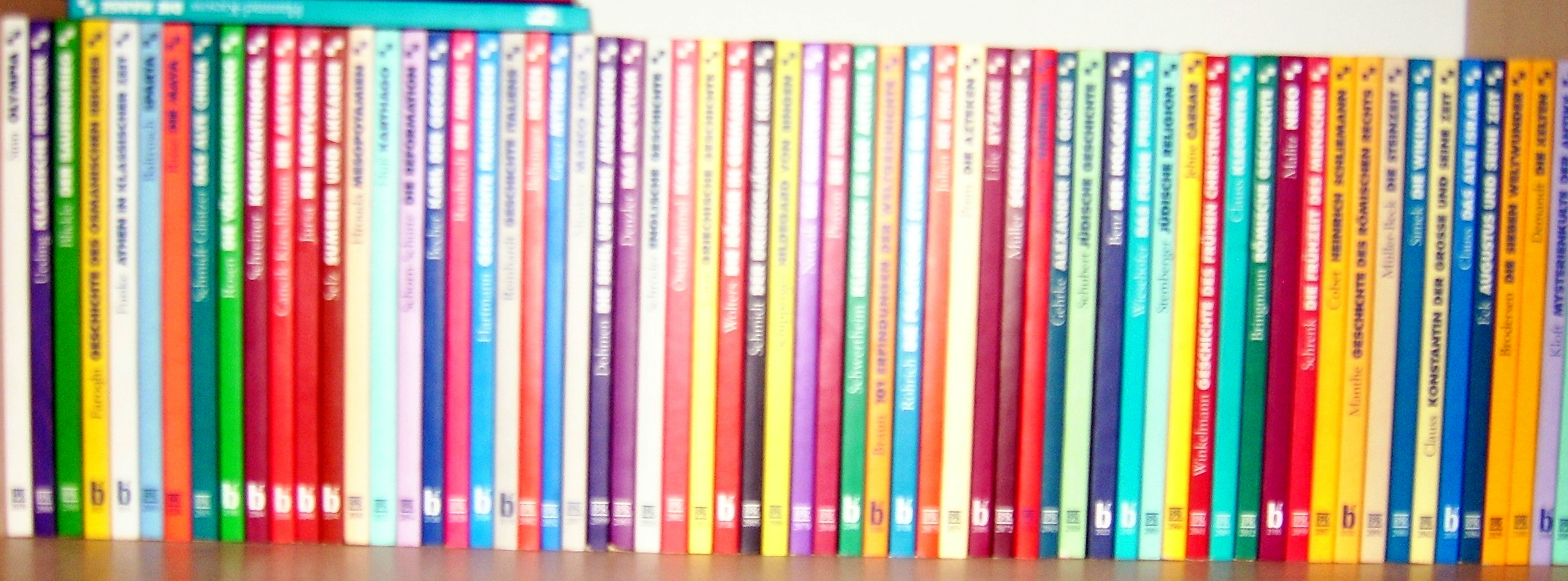
Bände der Beck’schen Reihe Wissen

Die Reihe C. H. Beck Wissen wurde im Jahre 1995 als Unterreihe der Beck’schen Reihe begründet. Themen sind Biografien, Geschichte, Literatur und Sprache, Medizin und Psychologie, Musik, Natur und Technik, Philosophie, Religion sowie Kunst. Im Frühjahr und im Herbst erscheinen derzeit je 18 (am Anfang nur ein Dutzend) neue Bände. Manche liegen mittlerweile in 8. oder 9. Auflage vor (etwa Römische Geschichte von Klaus Bringmann und Die Germanen von Herwig Wolfram). Neuauflagen sind überarbeitet, ergänzt oder erweitert worden. Bisher sind über 500 Bände in der Reihe erschienen, die in ihrem Segment die Marktführerschaft behauptet und eine Gesamtauflage von mehr als fünf Millionen Exemplaren hat.
Am erfolgreichsten waren:
- Klaus Bringmann: Römische Geschichte (40.000 Exemplare verkauft),
- Horst Dippel: Geschichte der USA (35.000 Exemplare verkauft),
- Klaus-Jürgen Matz: Die 1000 wichtigsten Daten der Weltgeschichte (30.000 Exemplare verkauft).

Auch der Bereich Psychologie/Medizin ist mit 45 Titeln umfangreich. Zudem wurde der 2003 begonnene Versuch mit kunsthistorischen Titeln fortgesetzt.
Hans-Ulrich Wehler bearbeitete das Thema Nationalismus, die beiden Rhetorik-Bändchen stammen von Gert Ueding, Jutta Limbach schrieb über Das Bundesverfassungsgericht, Karl Christ über Die römische Kaiserzeit und der Grabungsleiter in Olympia, Ulrich Sinn, über Olympia.
Historiker wie Martin Jehne, Josef Wiesehöfer oder Hartwin Brandt, der das neue Handbuch der Altertumswissenschaft verfasst, welches die römische Kaiserzeit behandelt und ebenfalls bei C. H. Beck erscheint, haben hier angefangen, für das breite Publikum zu schreiben.
Im Jahr 2005 schloss sich die Reihe „Die 101 wichtigsten Fragen“ an, in der komplexe Themen in 101 Fragen und Antworten gebündelt werden; hier liegen rund 40 Bände vor.

#### Zeitschriften
Im Verlagsbereich Literatur – Sachbuch – Wissenschaft erscheinen auch einige Zeitschriften, darunter „Kultur & Technik“, die Hauszeitschrift des Deutschen Museums, „Gnomon“ und die „Zeitschrift für die Ideengeschichte“.

## Internetangebot
Beck-Shop.de ist die deutsche Online-Fachbuchhandlung des C. H. Beck-Verlages, die auf die Themen Recht, Steuern und Wirtschaft spezialisiert ist. Zudem sind aber auch lieferbare Bücher, CDs, DVDs und Zeitschriften aller Verlage erhältlich. Der Kundenservice besteht aus Fachbuchhändlern. Ergänzt wird das Programm durch zusätzliche Services, wie z. B. einen Neuerscheinungsdienst, thematische Zusammenstellungen von Neuerscheinungen und Neuauflagen, Informationen über neuerschienene Bücher sowie über Sonderpreise und Subskriptionen.
Die Initiative Mittelstand prämierte Beck-shop.de 2012 mit dem Innovationspreis-IT „Best of 2012“ in der Rubrik eCommerce. Der Online-Shop gehört zudem zu den Top 5 der Buchhändler mit der größten Kundenzufriedenheit. Dies ergab eine Umfrage mit über 10.000 Kunden, die das Institut für Handelsforschung im Jahre 2011 durchführte und 2012 veröffentlichte.
Daneben wurde Beck-Blog als wissenschaftlich orientierter juristischer Blog angeboten. Es wurde zum Ende September 2024 eingestellt und ist seitdem nicht mehr abrufbar.

## BeckAkademie
C. H. Beck bietet seit den 1980er Jahren Seminare für die Aus-, Fort- und Weiterbildung von Juristen und Steuerberatern an. Unter der Dachmarke BeckAkademie firmieren mehrere auf ein Themengebiet spezialisierte Anbieter:
- BeckAkademie Seminare: Gründungsmitglied der BeckAkademie und Anbieter von juristischen Fortbildungsmaßnahmen für Rechtsanwälte, Wirtschaftsprüfer, Steuerberater und Management
- BeckAkademie AWS: Gründungsmitglied der BeckAkademie. AWS ist seit den 1980er Jahren auf dem Gebiet der Fort- und Weiterbildung im Steuerrecht tätig.
- BeckAkademie Fernkurse: zertifizierter Fernkurs für Vereins-/Berufsbetreuung
- BeckAkademie Juristische Lehrgänge: Repetitorium für Studenten und Referendare